# Menaucourt
Menaucourt est une commune française située dans le département de la Meuse, en région Grand Est.

## Géographie

### Localisation
Menaucourt se trouve en Meuse, au sein de la région Lorraine, dans l'arrondissement de Bar-le-Duc.
Le territoire de la commune est limitrophe de ceux de cinq communes :
| Givrauval | Chanteraine | Chanteraine     |
|           | Menaucourt  |                 |
| Longeaux  | Nantois     | Naix-aux-Forges |

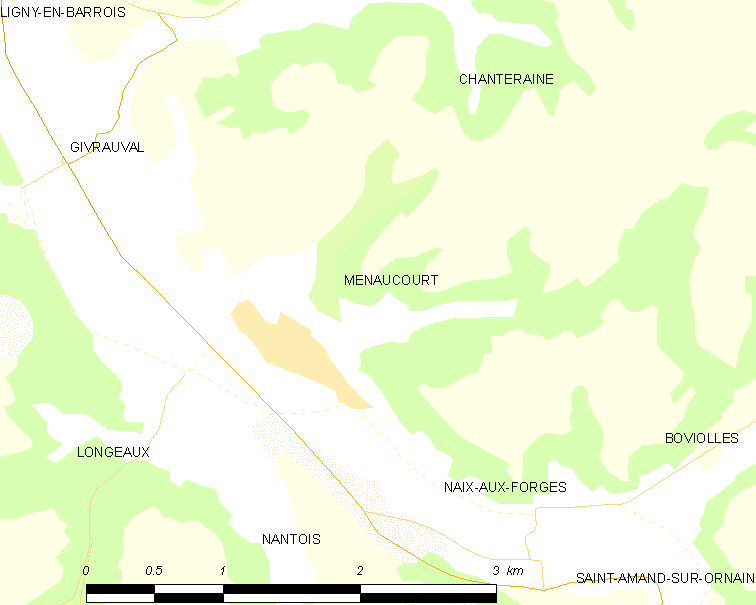
Carte de la commune.
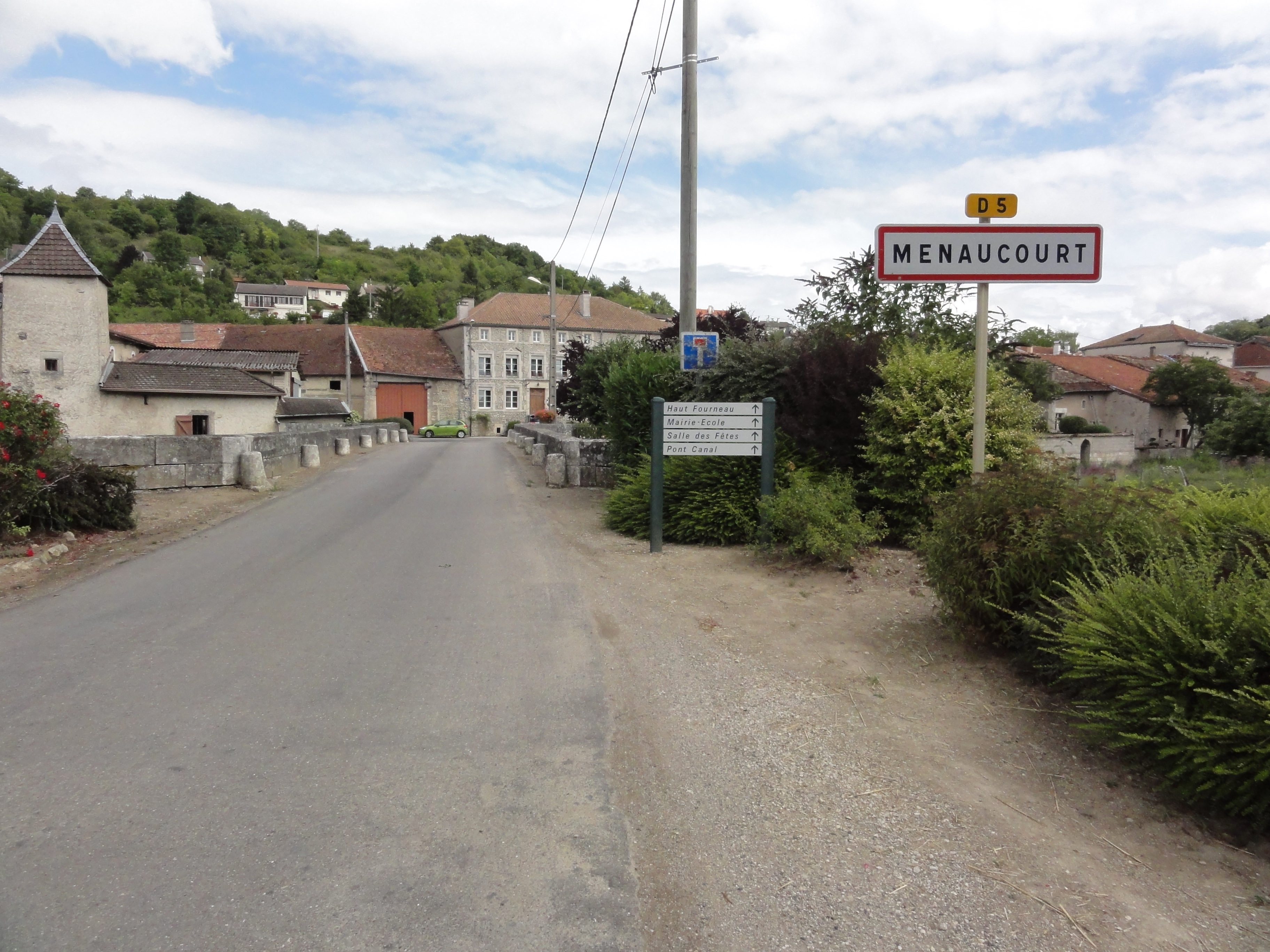
Entrée de l'agglomération.
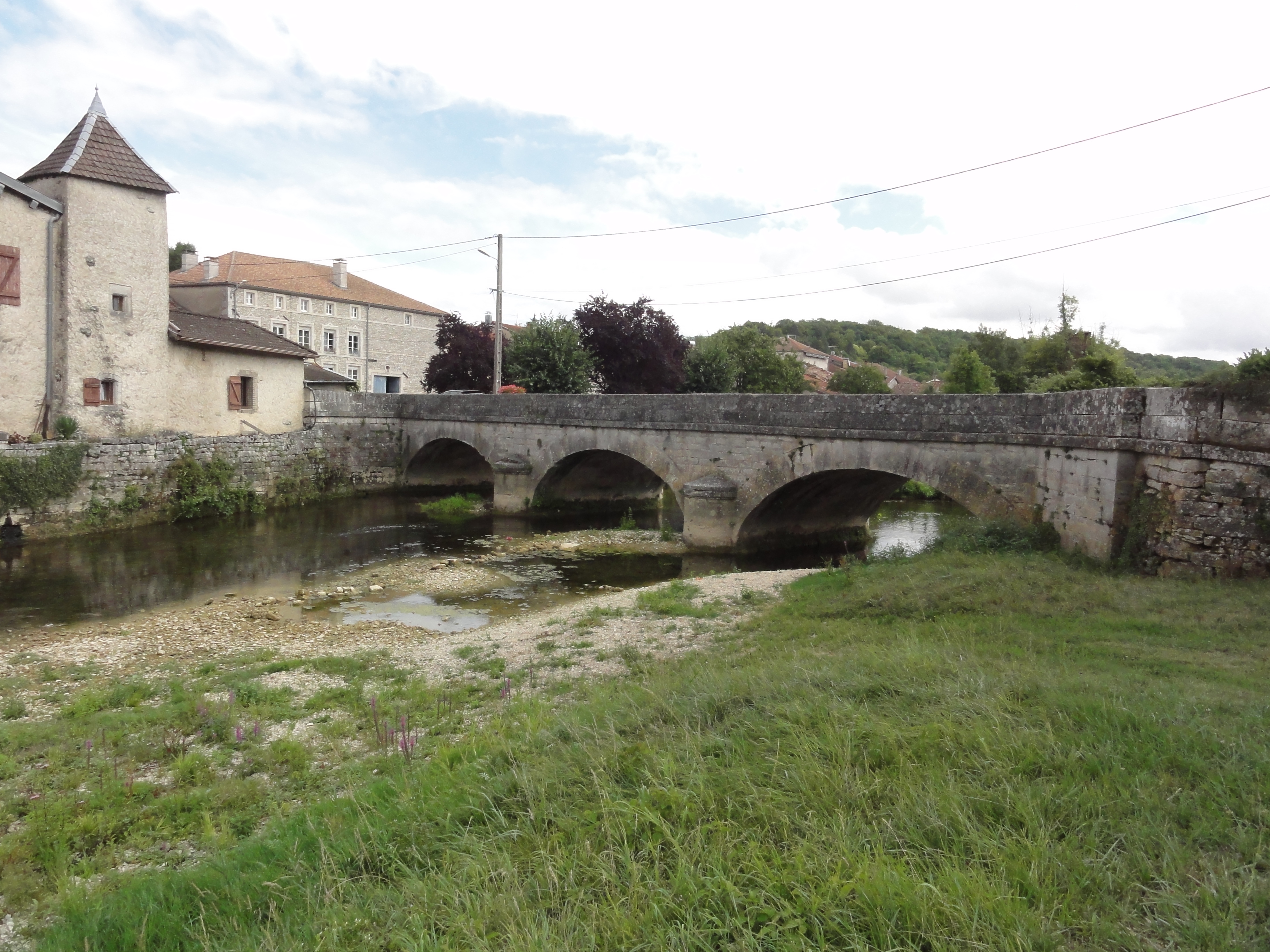
Pont sur l'Ornain.
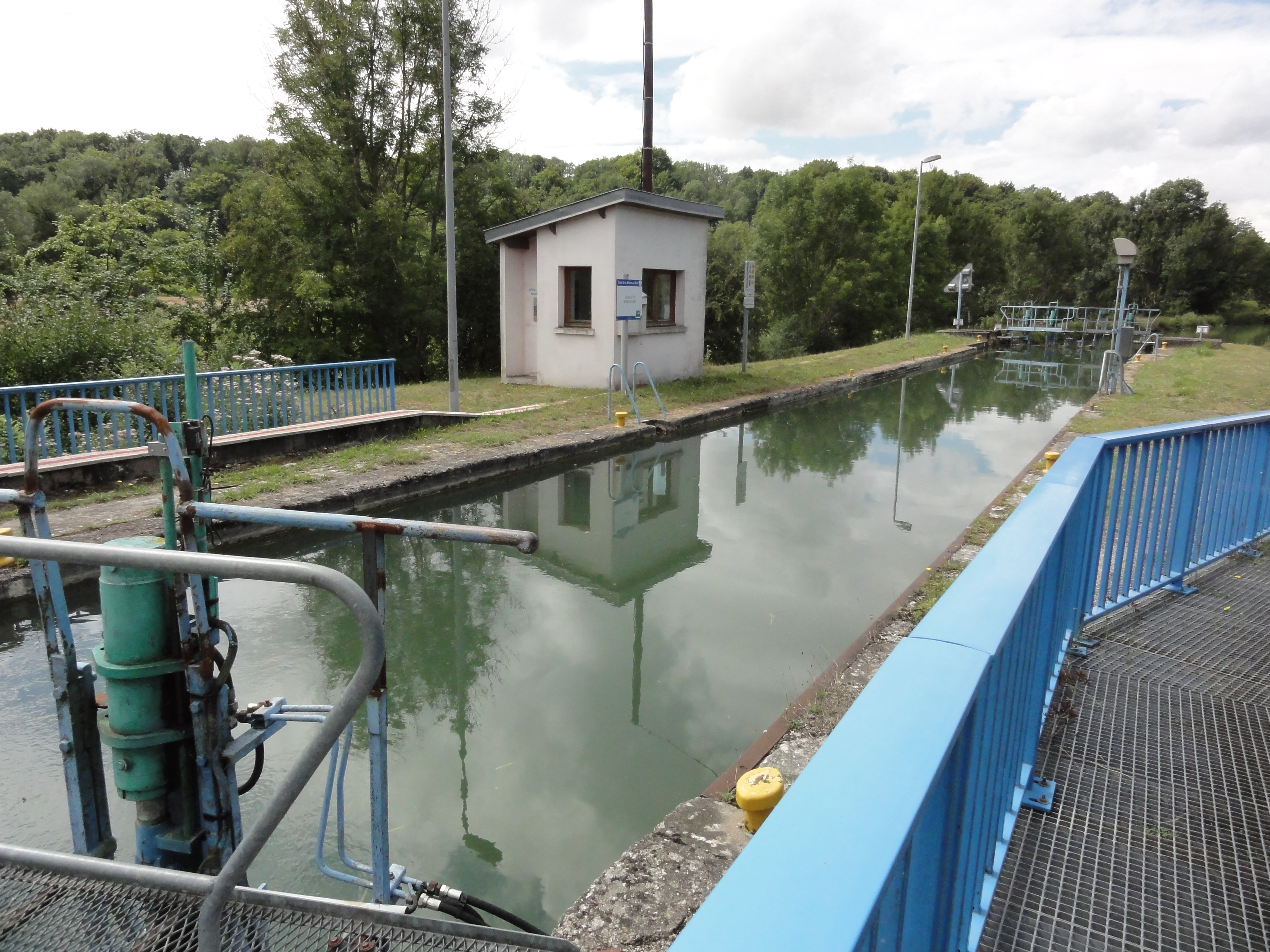
Canal de la Marne au Rhin, écluse 17, Menaucourt.

### Hydrographie
La commune est dans la région hydrographique « la Seine de sa source au confluent de l'Oise (exclu) » au sein du bassin Seine-Normandie. Elle est drainée par l'Ornain, le canal de la Marne au Rhin, le ruisseau des Grandes Fontaines, l'Ornain, le Fossé 01 de Putinval et divers autres petits cours d'eau,.
L'Ornain, d'une longueur de 116 km, prend sa source dans la commune de Grand et se jette  dans la Saulx à Étrepy, après avoir traversé 36 communes. 
Le canal de la Marne au Rhin, long de 293 km et 178 écluses à l'origine, relie la Marne (à Vitry-le-François) au Rhin (à Strasbourg). Par le canal latéral de la Marne, il est connecté au réseau navigable de la Seine vers l'Île-de-France et la Normandie. 

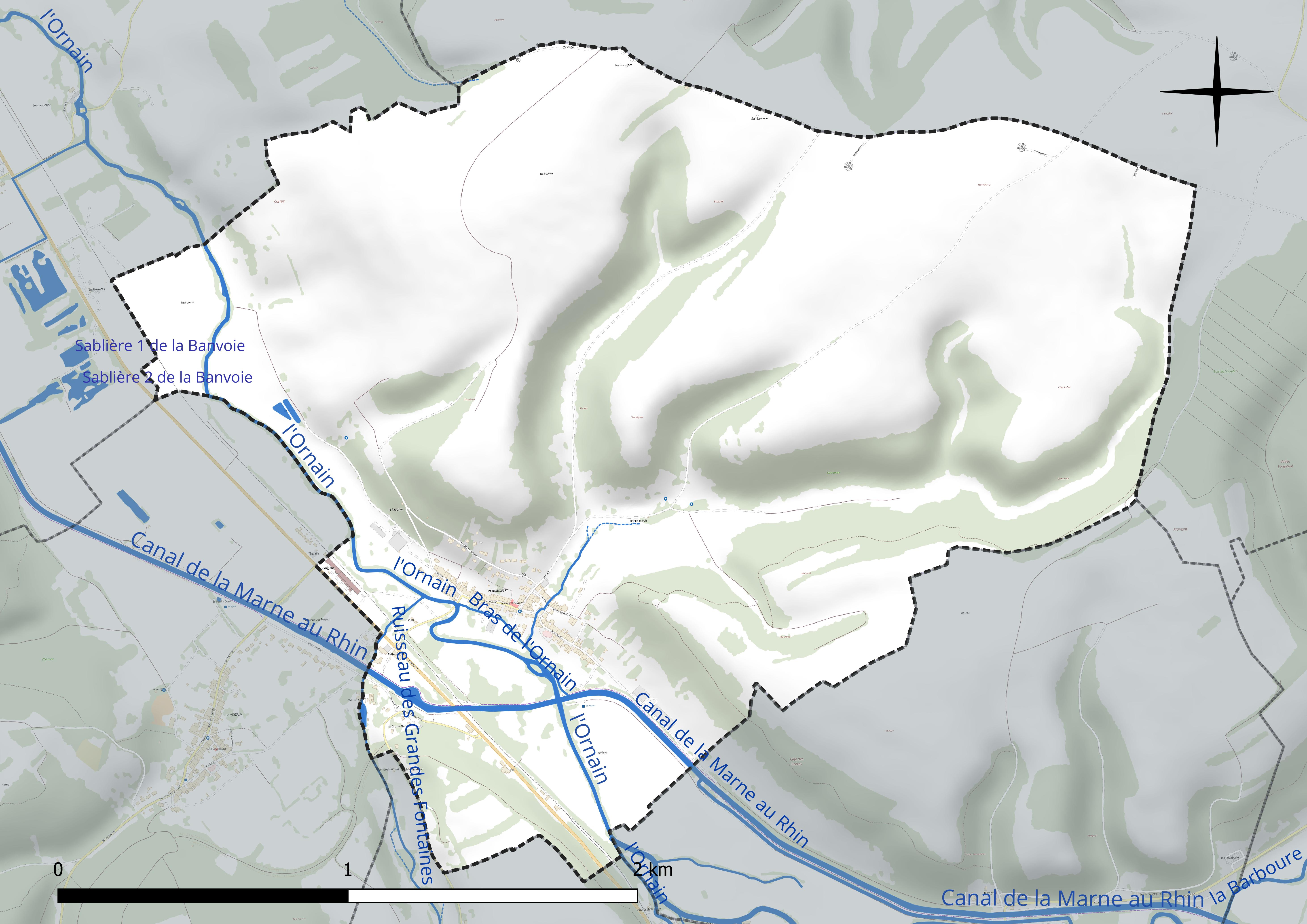
Réseau hydrographique de Menaucourt.

### Climat
Pour des articles plus généraux, voir Climat du Grand Est et Climat de la Meuse.
En 2010, le climat de la commune est de type climat de montagne, selon une étude du Centre national de la recherche scientifique s'appuyant sur une série de données couvrant la période 1971-2000. En 2020, Météo-France publie une typologie des climats de la France métropolitaine dans laquelle la commune est exposée à un climat océanique altéré et est dans la région climatique  Lorraine, plateau de Langres, Morvan, caractérisée par un hiver rude (1,5 °C), des vents modérés et des brouillards fréquents en automne et hiver. 
Pour la période 1971-2000, la température annuelle moyenne est de 10 °C, avec une amplitude thermique annuelle de 16 °C. Le cumul annuel moyen de précipitations est de 1 007 mm, avec 13,5 jours de précipitations en janvier et 9,7 jours en juillet. Pour la période 1991-2020, la température moyenne annuelle observée sur la station météorologique de Météo-France la plus proche, « Erneville aux Bois_sapc », sur la commune d'Erneville-aux-Bois à 11 km à vol d'oiseau, est de 9,9 °C et le cumul annuel moyen de précipitations est de 1 021,5 mm. 
La température maximale relevée sur cette station est de 39,4 °C, atteinte le 25 juillet 2019 ; la température minimale est de −24,2 °C, atteinte le 18 février 1956,,. 
Les paramètres climatiques de la commune ont été estimés pour le milieu du siècle (2041-2070) selon différents scénarios d'émission de gaz à effet de serre à partir des nouvelles projections climatiques de référence DRIAS-2020. Ils sont consultables sur un site dédié publié par Météo-France en novembre 2022.

## Urbanisme

### Typologie
Au 1er janvier 2024, Menaucourt est catégorisée commune rurale à habitat dispersé, selon la nouvelle grille communale de densité à sept niveaux définie par l'Insee en 2022.
Elle est située hors unité urbaine. Par ailleurs la commune fait partie de l'aire d'attraction de Bar-le-Duc, dont elle est une commune de la couronne,. Cette aire, qui regroupe 86 communes, est catégorisée dans les aires de 50 000 à moins de 200 000 habitants,.

### Occupation des sols
L'occupation des sols de la commune, telle qu'elle ressort de la base de données européenne d’occupation biophysique des sols Corine Land Cover (CLC), est marquée par l'importance des territoires agricoles (73,1 % en 2018), une proportion identique à celle de 1990 (73,1 %). La répartition détaillée en 2018 est la suivante : 
terres arables (46,2 %), forêts (22,8 %), prairies (21,5 %), zones agricoles hétérogènes (5,4 %), zones urbanisées (4,1 %). L'évolution de l’occupation des sols de la commune et de ses infrastructures peut être observée sur les différentes représentations cartographiques du territoire : la carte de Cassini (XVIIIe siècle), la carte d'état-major (1820-1866) et les cartes ou photos aériennes de l'IGN pour la période actuelle (1950 à aujourd'hui).

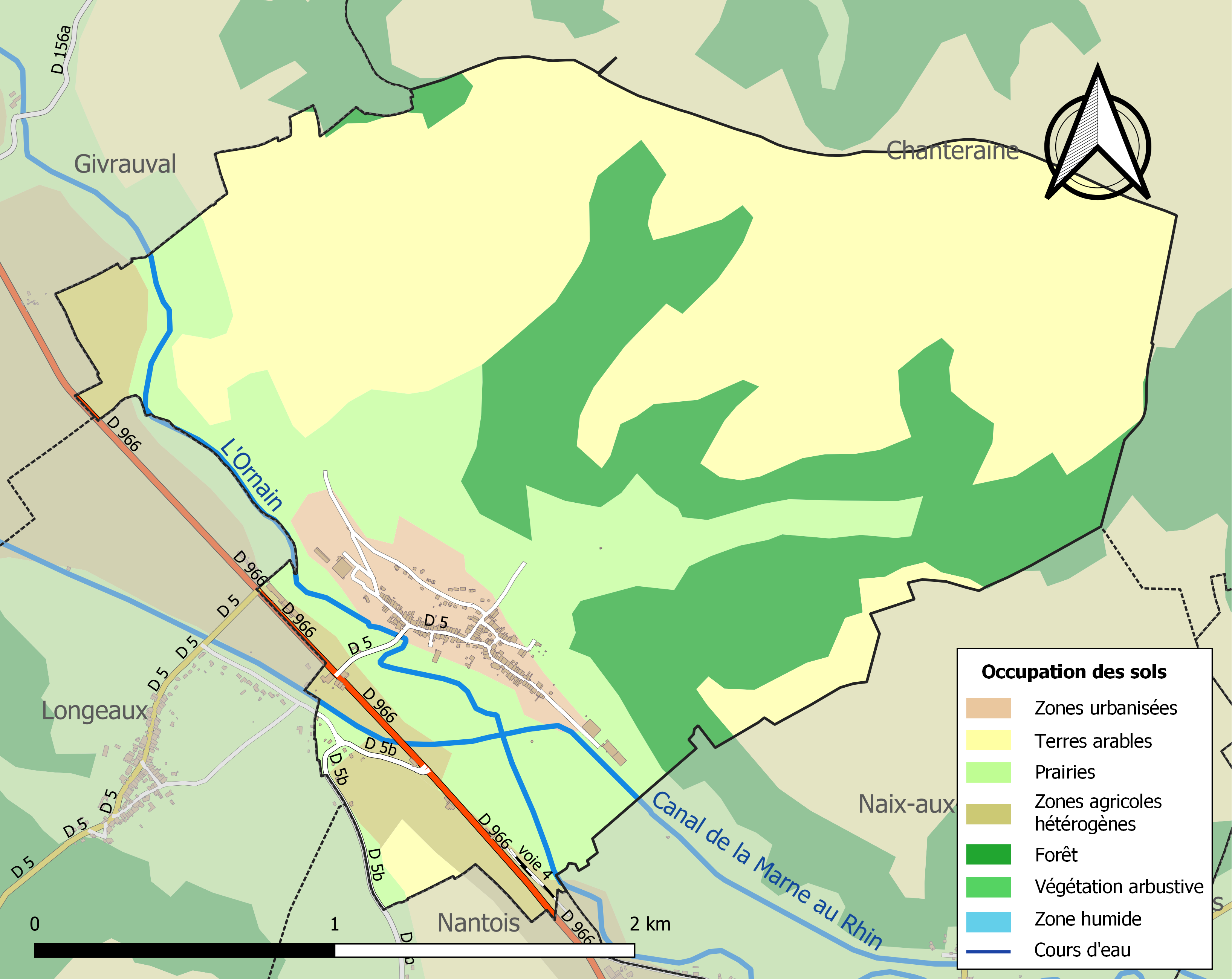
Carte des infrastructures et de l'occupation des sols de la commune en 2018 (CLC).

## Toponymie
Le nom de la localité est attesté sous les formes Mononis-curtis (1106) ; Menoucourt (1495-96) ; Menaulcourt (1579) ; Menoncourt (1700) ; Menardicuria (1711) ; Menaucuria (1749) ; Menardi-curia, Menardi-curtis (1756).

## Histoire

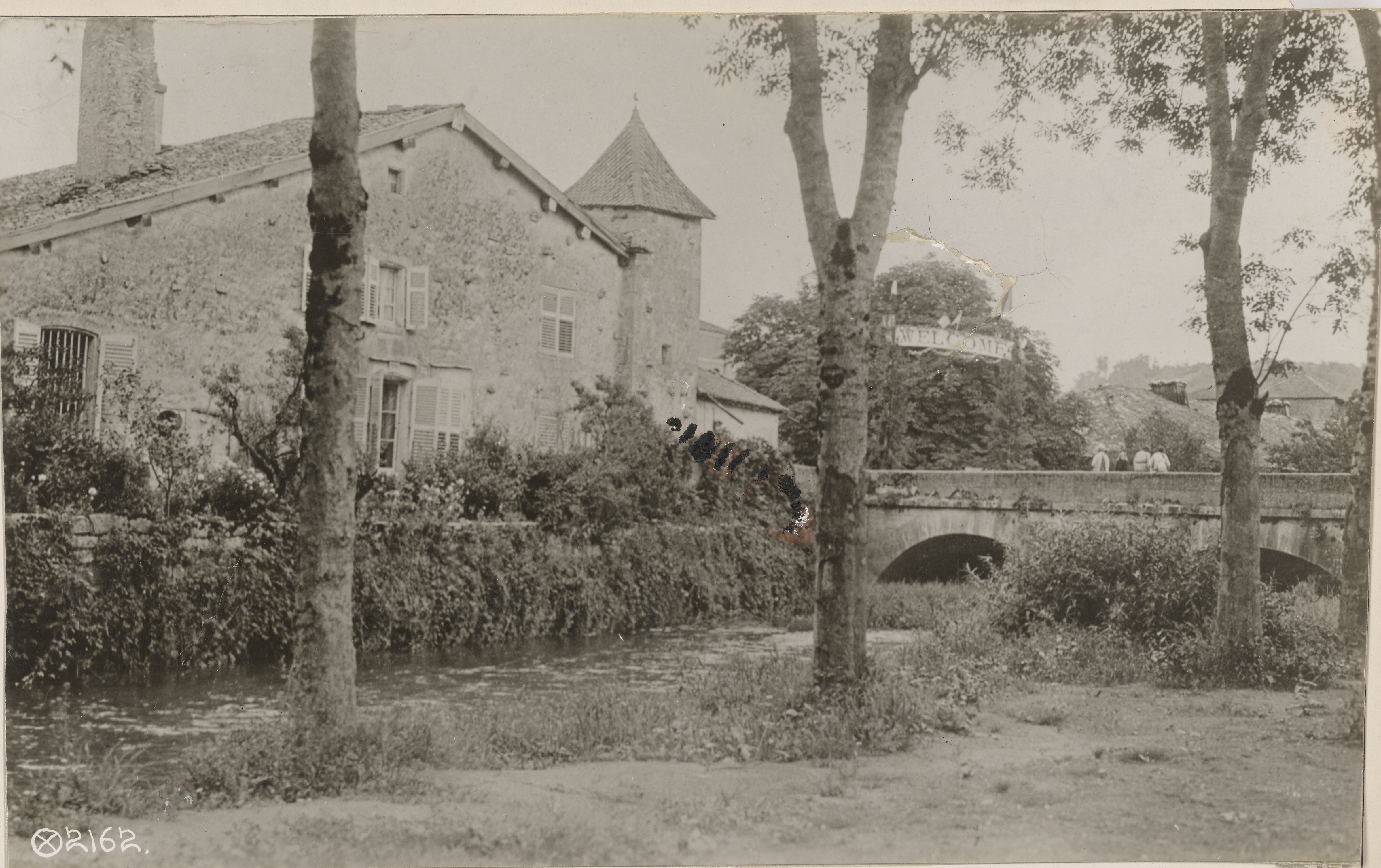
En 1918.
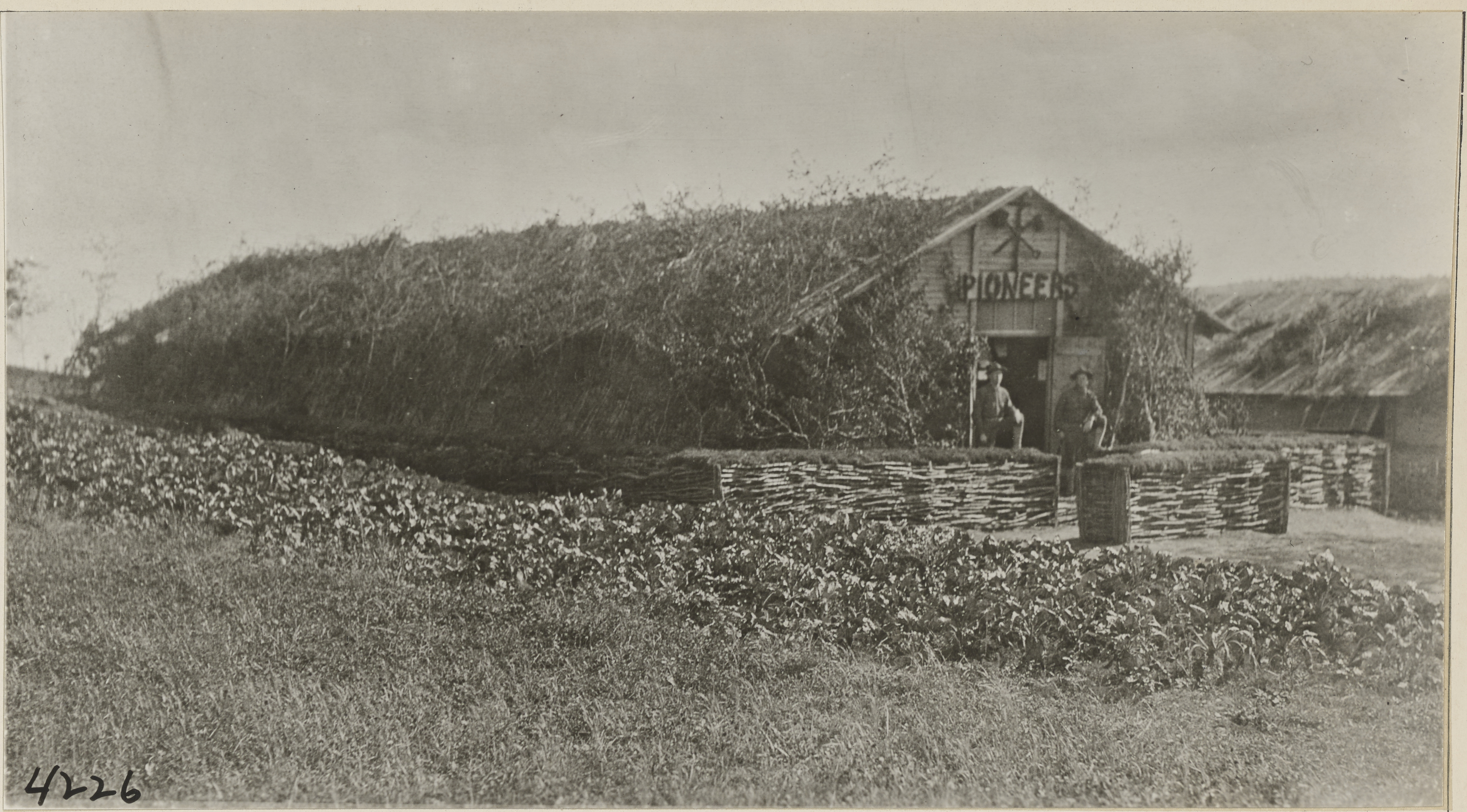
L'armée américaine.
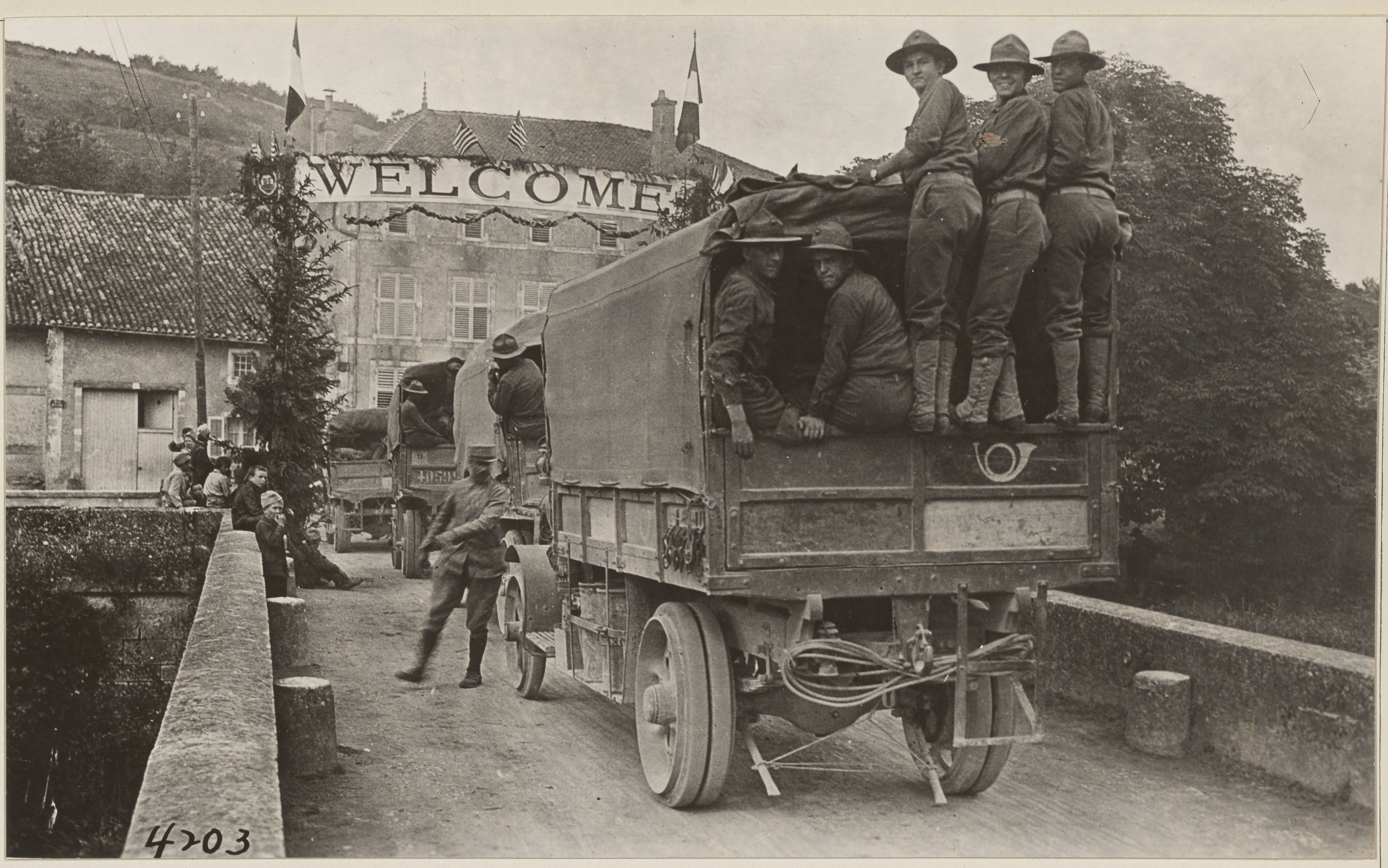
S'installe.

Le 29 décembre 1826, par pétition adressée au préfet de la Meuse, Pierre Paillot (le père, 1763-1831), membre du conseil général de la Meuse, demande l'autorisation d'établir, dans un moulin lui appartenant, un haut fourneau. La même demande porte sur un bocard (concasseur de minerai de fer). Ces installations, autorisées par ordonnance royale le 12 octobre 1828, sont placées lors de leur établissement sur un canal de dérivation de l'Ornain. En septembre 2007, il ne subsistait plus qu'une partie, faite de pierres de taille, du haut fourneau, au milieu des ronces, sur un terrain privé.

## Politique et administration
| Période                                  | Période   | Identité           | Étiquette | Qualité |
| ---------------------------------------- | --------- | ------------------ | --------- | ------- |
| Les données manquantes sont à compléter. |           |                    |           |         |
|                                          | juin 1995 | Roger Lambert      |           |         |
| juin 1995                                | mars 2014 | Jean Dantigny      |           |         |
| mars 2014                                | mai 2020  | Patrick Schording  |           |         |
| mai 2020                                 | En cours  | Christophe Galopin |           |         |

## Population et société

### Démographie
L'évolution du nombre d'habitants est connue à travers les recensements de la population effectués dans la commune depuis 1793. Pour les communes de moins de 10 000 habitants, une enquête de recensement portant sur toute la population est réalisée tous les cinq ans, les populations de référence des années intermédiaires étant quant à elles estimées par interpolation ou extrapolation. Pour la commune, le premier recensement exhaustif entrant dans le cadre du nouveau dispositif a été réalisé en 2008.

En 2022, la commune comptait 229 habitants, en évolution de −3,38 % par rapport à 2016 (Meuse : −4,4 %, France hors Mayotte : +2,11 %).
| 1793 | 1800 | 1806 | 1821 | 1831 | 1836 | 1841 | 1846 | 1851 |
| ---- | ---- | ---- | ---- | ---- | ---- | ---- | ---- | ---- |
| 452  | 433  | 496  | 521  | 530  | 509  | 466  | 469  | 449  |

| 1856 | 1861 | 1866 | 1872 | 1876 | 1881 | 1886 | 1891 | 1896 |
| ---- | ---- | ---- | ---- | ---- | ---- | ---- | ---- | ---- |
| 465  | 451  | 499  | 489  | 490  | 512  | 524  | 409  | 409  |

| 1901 | 1906 | 1911 | 1921 | 1926 | 1931 | 1936 | 1946 | 1954 |
| ---- | ---- | ---- | ---- | ---- | ---- | ---- | ---- | ---- |
| 386  | 378  | 363  | 302  | 307  | 302  | 297  | 258  | 280  |

| 1962 | 1968 | 1975 | 1982 | 1990 | 1999 | 2006 | 2008 | 2013 |
| ---- | ---- | ---- | ---- | ---- | ---- | ---- | ---- | ---- |
| 248  | 223  | 207  | 239  | 265  | 252  | 231  | 225  | 237  |

| 2018 | 2022 | - | - | - | - | - | - | - |
| ---- | ---- | - | - | - | - | - | - | - |
| 239  | 229  | - | - | - | - | - | - | - |

## Culture locale et patrimoine

### Lieux et monuments
- L'église Saint-Pierre-ès-Liens.
- Le monument aux morts.
- Des croix de chemin.
- La pompe.
- Canal de la Marne au Rhin, le pont-canal sur l'Ornain.
- Ancienne forge de Menaucourt, inscrite au titre des monuments historiques depuis 2013[22].

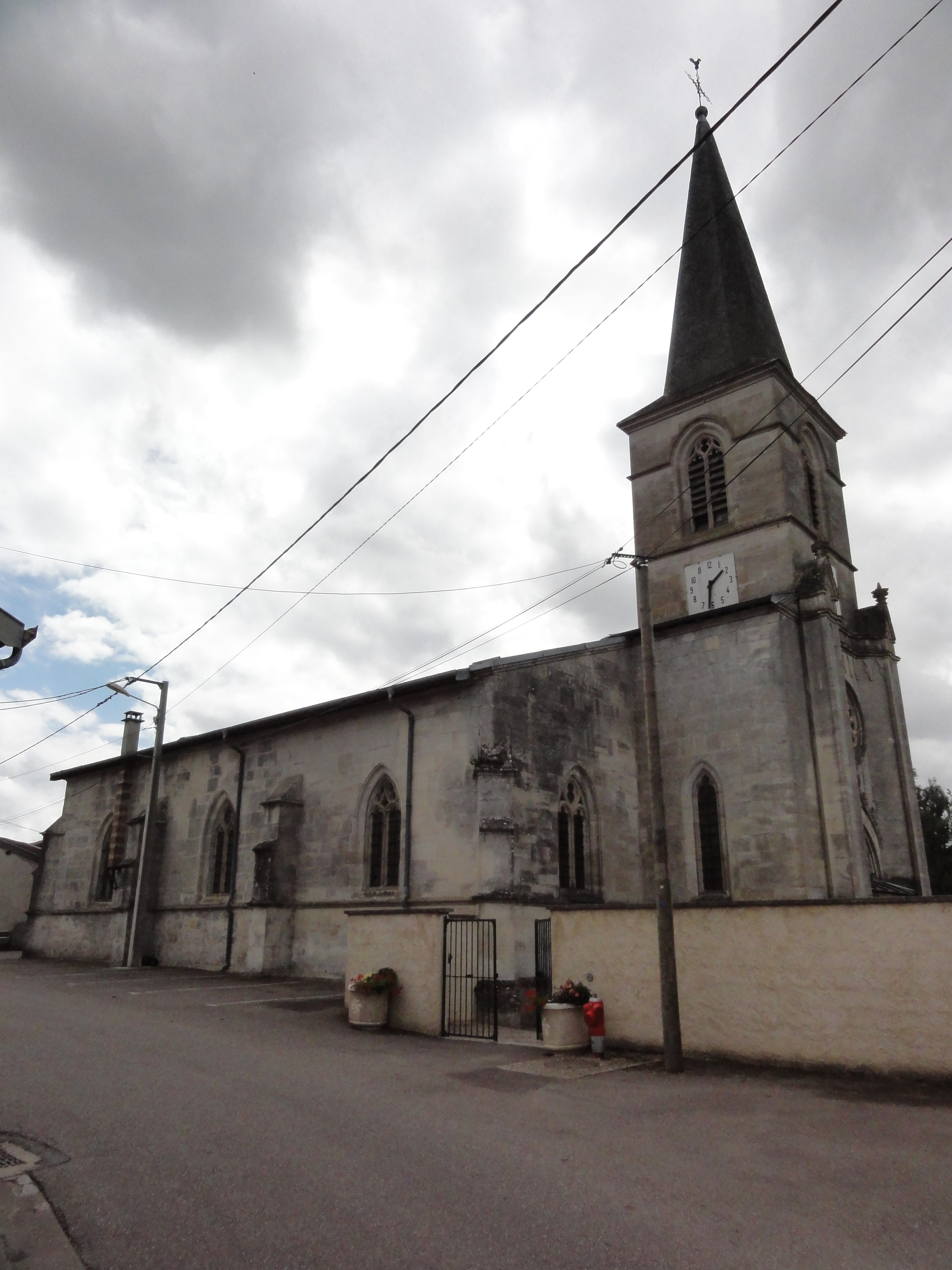
Église  Saint-Pierre-ès-Liens.
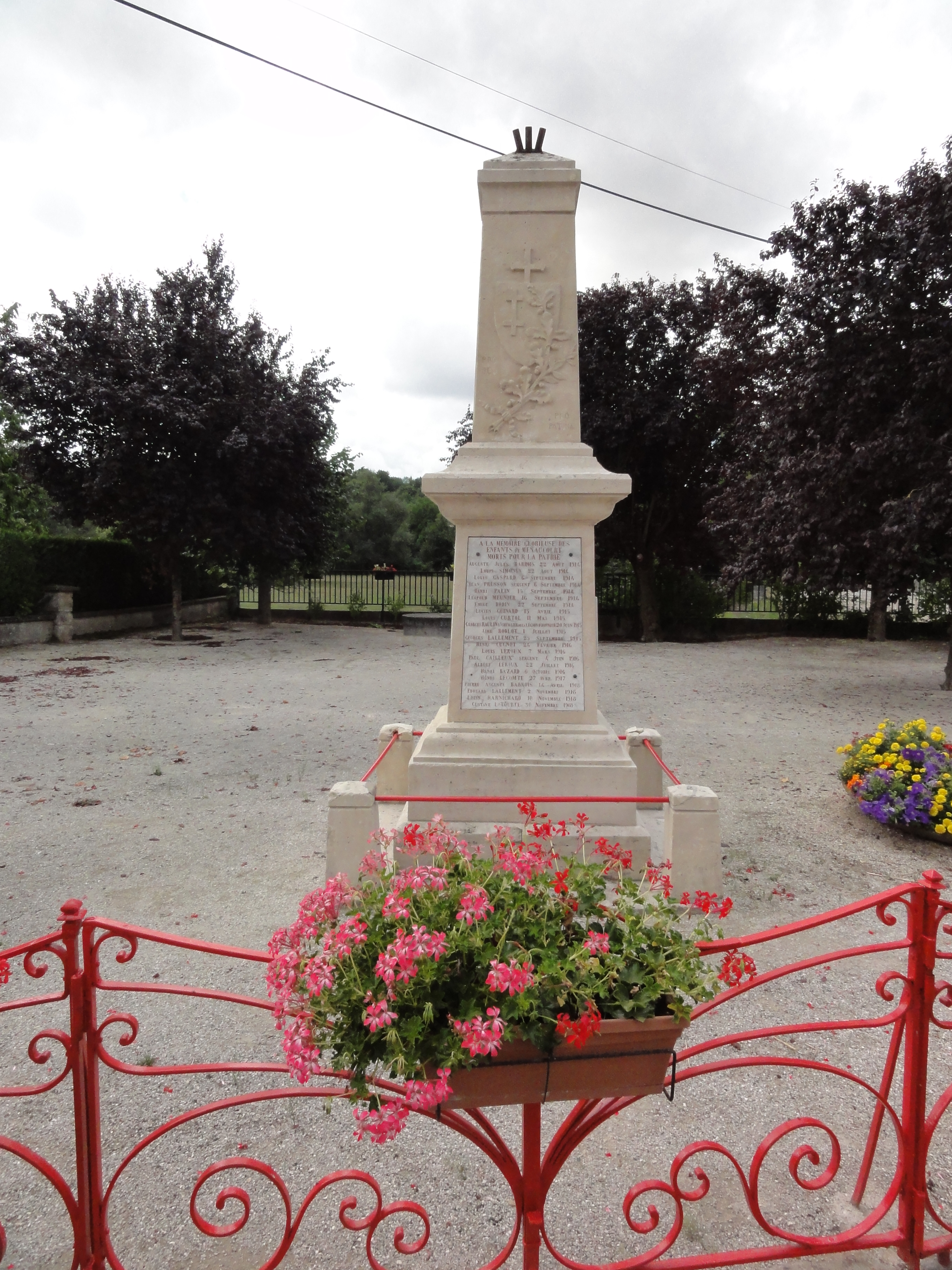
Monument aux morts.
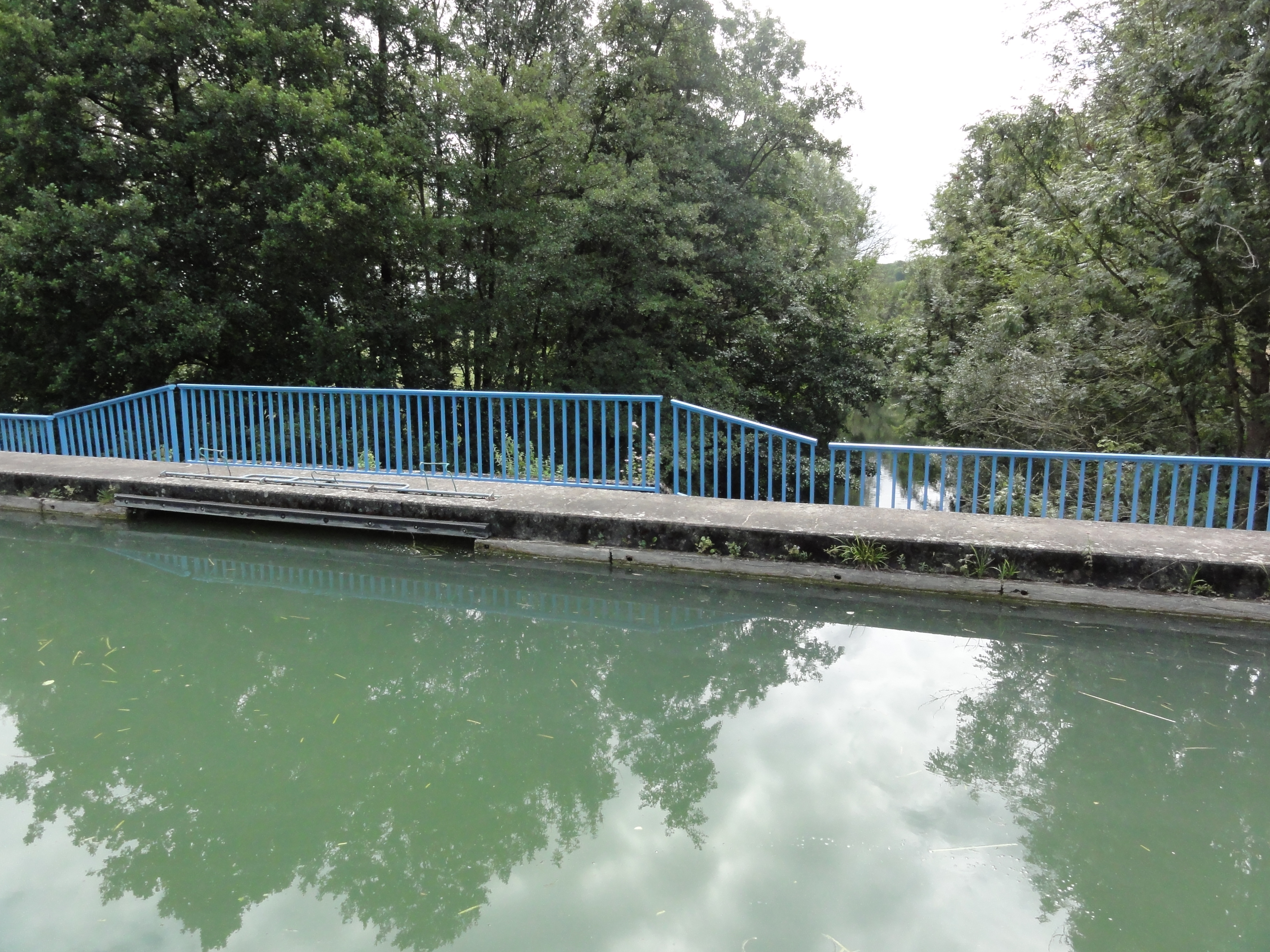
Le pont-canal.
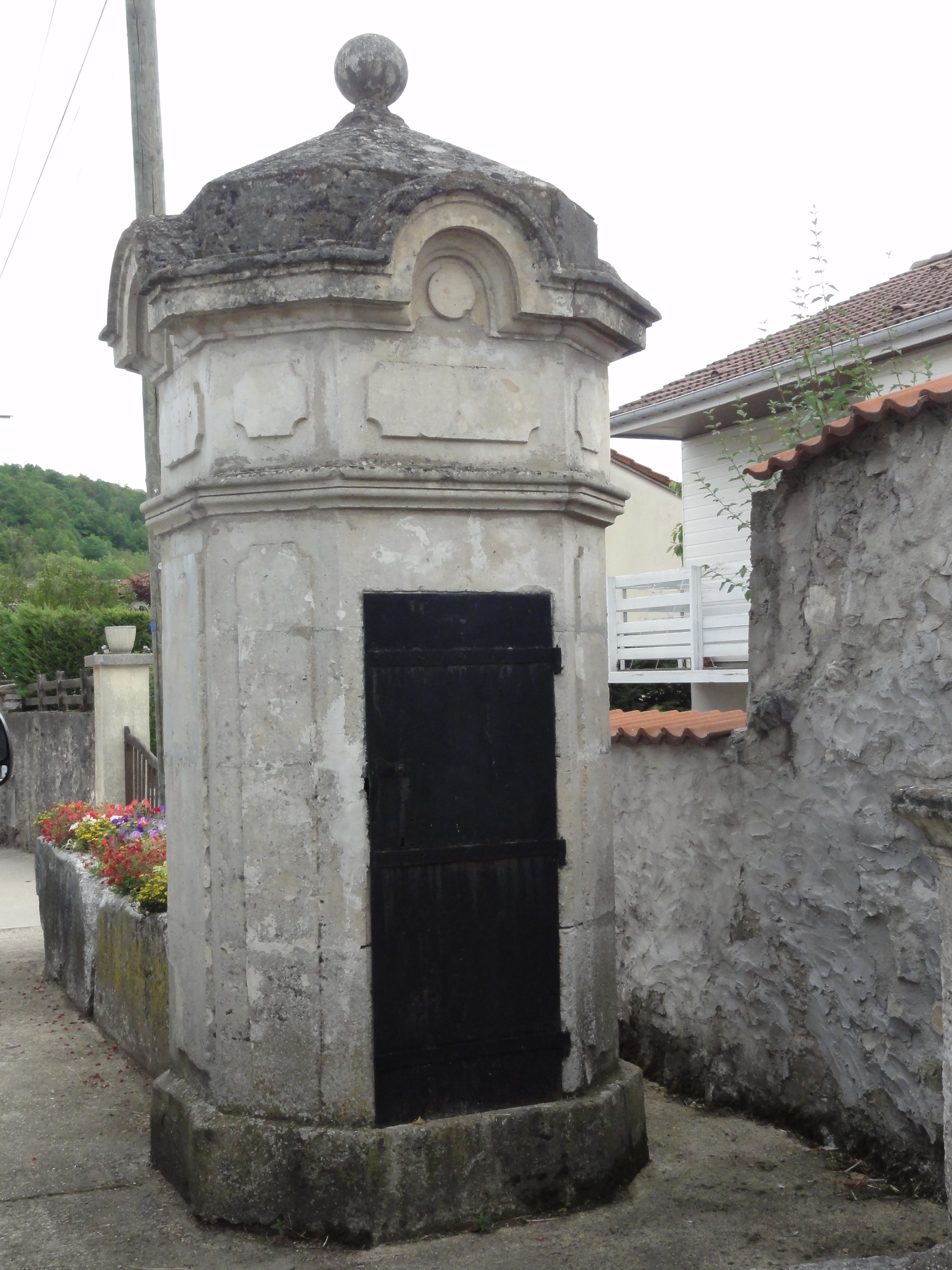
La pompe.
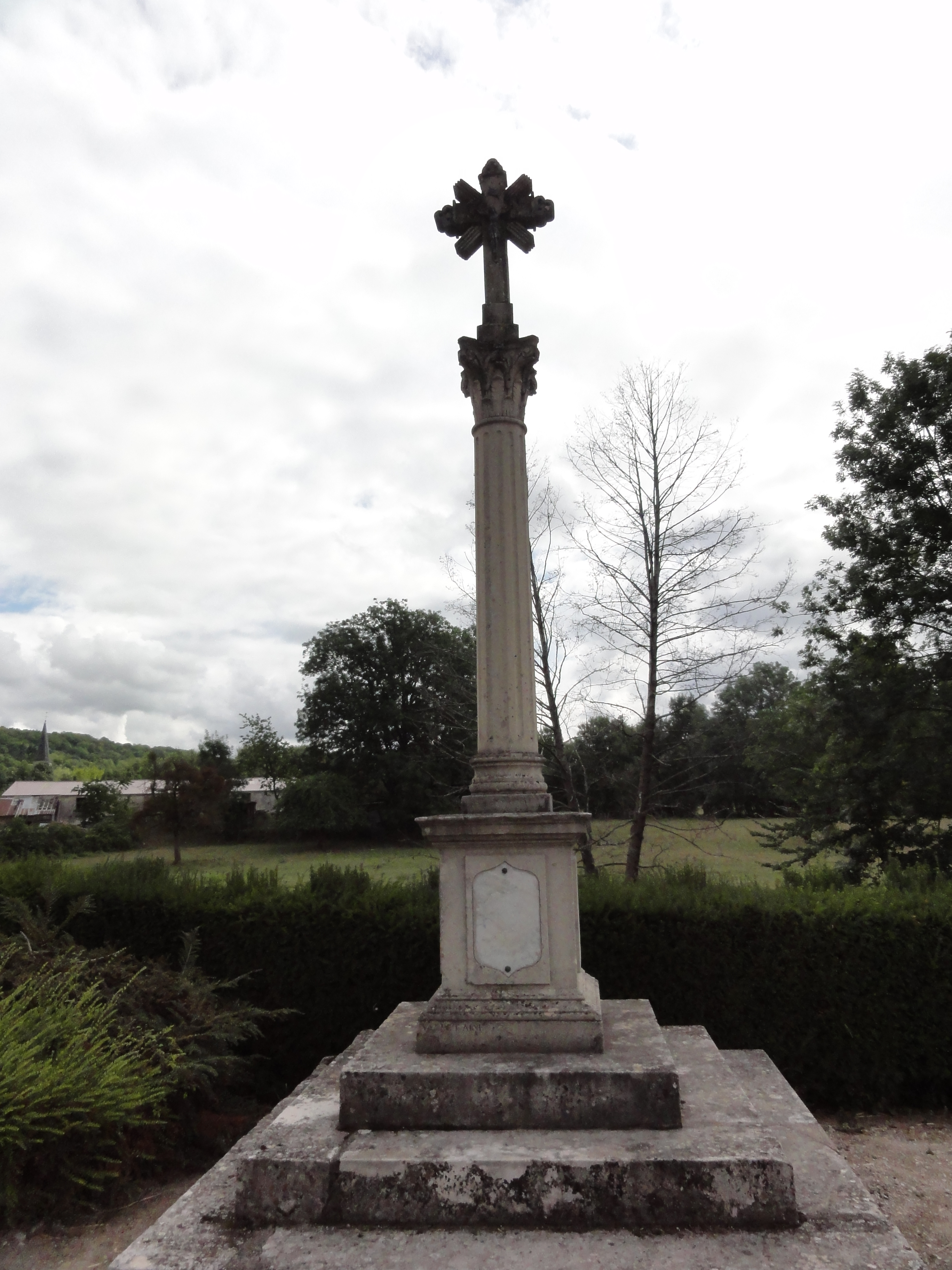
Croix de chemin.

### Personnalités liées à la commune
MANCHETTE Jean né le 30 décembre 1921 à Menaucourt et décédé le 5 mai 2023 à Longeville en Barrois à l'âge de 101 ans. Ancien déporté meusien durant la Seconde guerre mondiale. Chevalier de la Légion d'Honneur, Chevalier de l'Ordre National du Mérite et Commandeur des Palmes Académiques. Depuis les années 80 il s’engage dans le monde associatif et porte-drapeau. Des années 90 au crépuscule de son existence, son engagement auprès des jeunes est resté immense. D'abord auprès des élèves de classes primaires, mais aussi en témoignant auprès des collégiens et lycéens, il parcouru inlassablement le département et la région pour évoquer son parcours ainsi que celui de ses camarades et amis.[réf. nécessaire]

### Héraldique
| Blason de Menaucourt | Blason  | D'or à la bande de gueules abaissée chargée d'un tâte-moût d'or posé dans le sens de la bande, accompagnée, en chef, d'un fourneau de sable, maçonné du champ, au trou de coulée de gueules et au panache du même et, en pointe, d'une clé de gueules posée en bande, le panneton en bas et à dextre ouvert d'une croix de Lorraine et à l'anneau brisé à dextre. |
| Blason de Menaucourt | Détails | Armoiries composées et dessinées par R.A. Louis et adoptées par la commune en janvier 2011. |